# Walter Weldon

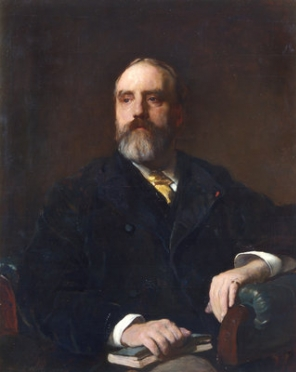
Walter Weldon, 1884

Walter Weldon (* 31. Oktober 1832 in Loughborough; † 20. September 1885 in Burstow) war ein englischer Chemiker sowie Journalist und Publizist. Sein zweiter Sohn war Walter Frank Raphael Weldon, ein englischer Zoologe und Biometriker.

## Leben und Werk
Walter Weldon entwickelte ein Verfahren, um das bei der Chlorgewinnung aus Chlorwasserstoff und Braunstein entstehende Mangan(II)-chlorid zurück in Braunstein umzuwandeln. Das nach ihm benannte Weldon-Verfahren wurde erst durch das Deacon-Verfahren und später durch die elektrolytische Gewinnung von Chlor durch Chloralkalielektrolyse ersetzt.
1854 begann er als Journalist in London beim The Dial, der später vom The Morning Star übernommen wurde. 1860 gab er das Monatsmagazin Weldon's Register of Facts and Occurrences relating to Literature, the Sciences and the Arts heraus. Er gab auch die Zeitschriften Weldon's Fashion Journal, Weldon's Patterns und Weldon's Household Encyclopaedia heraus. Er gab auch in den späten 1800ern Strickanleitungen über Weldon & Company heraus. Um 1888 erschien Weldon’s Practical Needlework und Weldon's Ladies' Journal (1875–1954).
1877 wurde er zum Mitglied (Fellow) der Royal Society of Edinburgh gewählt.

## Weldon-Verfahren
Im ersten Schritt reagiert Mangandioxid mit Salzsäure unter Chlorentwicklung zu Mangan(II)-chlorid:
{\displaystyle \mathrm {MnO_{2}+4\ HCl\longrightarrow MnCl_{2}+Cl_{2}+2\ H_{2}O} }
Das entstehende Mangan(II)-chlorid wird mit Kalkwasser versetzt und unter Luftzutritt entsteht Calciummanganit, das wieder in den Prozess zurückgeführt werden kann:
{\displaystyle \mathrm {2\ MnCl_{2}+3\ Ca(OH)_{2}+O_{2}\rightarrow CaO\cdot 2\ MnO_{2}+3\ H_{2}O+2\ CaCl_{2}} }
Das entstehende Calciummanganit reagiert mit HCl wie folgt:
{\displaystyle \mathrm {CaO\cdot 2\ MnO_{2}+10\ HCl\rightarrow CaCl_{2}+2\ MnCl_{2}+2\ Cl_{2}+5\ H_{2}O} }
Das MnCl2 kann recycelt werden, während das CaCl2 als Beiprodukt anfällt und entsorgt werden muss.